# Cmentarz żydowski w Nasielsku
Cmentarz żydowski w Nasielsku – kirkut mieścił się przy ul. Kwiatowej. Został założony nie później niż w latach siedemdziesiątych XVIII w. Obecnie nie ma na nim macew, teren jest nieogrodzony i niezabudowany, przed wejściem znajduje się tablica informacyjna i symboliczna brama. Cmentarz został wpisany do rejestru zabytków. 